# Эдази
Э́дази (эст. Edasi) — деревня в Волосовском районе Ленинградской области. Входит в состав Калитинского сельского поселения.

## Этимология
«Эдази» (Edasi) на эстонском языке означает «Вперёд».

## История
В конце XIX — начале XX века в район современной деревни Эдази переселялись безземельные эстонские крестьяне.

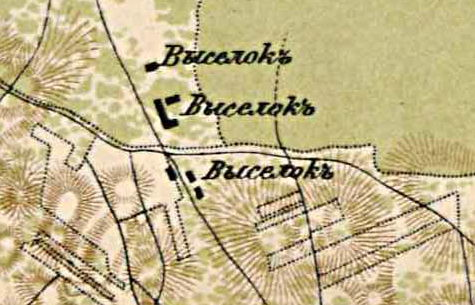
Выселки на месте будущей деревни Эдази. 1885 год

На карте 1913 года выселки обозначены как лифляндские поселения.
По административным данным 1933 года в составе Калитинского сельсовета Волосовского района на месте будущей деревни находился хутор Эстонское Калитино.

Земли деревни Эдази на карте 1934 года

Согласно топографической карте РККА 1934 года на месте современной деревни находились Лифляндские посёлки.
По данным 1966 года деревня Эдази входила в состав Кикеринского сельсовета.
По данным 1973 и 1990 годов деревня Эдази входила в состав Калитинского сельсовета.
В 1997 году в деревне проживали 18 человек, в 2002 году — 33 человека (все русские), в 2007 году — 48.

## География
Деревня расположена в восточной части района на автодороге 41К-355 (подъезд к дер. Эдази), к западу от автодороги 41А-003 (Кемполово — Выра — Шапки).
Расстояние до административного центра поселения — 5,5 км.
Расстояние до ближайшей железнодорожной станции Кикерино — 1,5 км.

## Демография
| 2002 | 2007 | 2010 | 2017 |
| ---- | ---- | ---- | ---- |
| 33   | ↗48  | ↗49  | ↗56  |

### Национальный состав
Согласно данным Всероссийской переписи населения 2021 года в деревне проживал 51 человек, из них:
 русские — 47, армяне — 1, таджики — 1, татары — 1, один человек национальность не указал.

## Улицы
2-я Калитинская, 3-я Калитинская, 4-я Калитинская, Камышовая, Луговая, Молодёжная, Песочная, Полевая, Серебристая.